# Satellite militaire
Un satellite militaire est un satellite artificiel utilisé dans un objectif militaire. Il existe plusieurs catégories de satellites militaires. Les satellites de reconnaissance (ou satellite espion) optiques sont la catégorie la plus fournie : ils permettent de cartographier un territoire et surtout d'identifier les installations fixes, les armes et les troupes. Les satellites d'alerte précoce permettent de détecter le lancement de missiles balistiques. Deux catégories sont souvent d'usage mixte civil ou militaire : les satellites de télécommunications militaires fournissent des liaisons sécurisées aux troupes au sol tandis que les satellites de navigation permettent aux individus mais également aux armes (missiles, obus) de déterminer leur position et par conséquent celle de leur cible. Enfin le satellite militaire peut constituer une arme : satellites antisatellite et bombe orbitale.

## Définition et historique
Un satellite militaire est un satellite artificiel utilisé dans un objectif militaire. Les premiers satellites militaires sont développés dès le début de l'ère spatiale (1957) par les deux superpuissances militaires de l'époque : L'Union Soviétique et les États-Unis. Un satellite contrairement à un avion peut survoler un pays sans courir le risque d'être intercepté par un missile : aussi les satellites de reconnaissance constituent la première catégorie de satellite militaire à apparaitre (satellites américains Corona 1959). Le développement de lanceur  plus puissants permettant d'emporter des charges utiles lourdes et  les développements techniques stimulés par l'accès à l'espace entrainent l'apparition de nouvelles catégories de satellites militaires circulant sur des orbites adaptées à leur objectif (orbite basse, moyenne, polaire, héliosynchrone, géostationnaire) et caractérisés par des charges utiles spécialisées : système de positionnement, télécommunications, détection de lancement de missiles balistiques, détection des radars, interception du trafic radio, localisation des navires de guerre, etc. Certaines des techniques mises en œuvre peuvent avoir des applications civiles. On voit apparaitre des satellites à usage dual civil et militaire, comme les satellites de navigation américains GPS, les satellites de reconnaissance français Pléiades ou certains satellites de télécommunications soviétiques dont l'utilisation militaire est tenue secrète. Au début de l'ère spatiale, des satellites porteurs d'armes de destruction (satellite antisatellite, bombe orbitale) sont développés. Le Traité sur l'espace ratifié en 1967 par les principes nations spatiales interdit la mise en orbite de ce type d'engin spatial.

## Les catégories de satellites militaires

### Satellite de reconnaissance
Les satellites de reconnaissance (ou satellite espion)  permettent de cartographier un territoire et surtout d'identifier les installations fixes, les armes et les troupes. Ces satellites circulent généralement sur une orbite basse pour obtenir la meilleure résolution. L'orbite est souvent polaire pour balayer toutes les latitudes. Pour accroitre encore la résolution certains d'entre eux peuvent abaisser fortement leur orbite au-dessus de zones présentant un intérêt militaire particulier. La consommation d'ergols qu'entraine de telles manœuvres et la nécessité de compenser la trainée subie dans une atmosphère plus dense entraine une durée de vie parfois très brève de quelques jours pour certains modèles qui impose des renouvellements constants. Ceci explique en grande partie le nombre très élevé de satellites lancés par l'Union soviétique. Au début de l'ère spatiale les images sont enregistrées sur des films argentiques qui sont récupérées lorsqu'une capsule détachable ou le satellite revient au sol. Cette technique est rapidement abandonnée par les États-Unis pour la transmission des données par voie hertzienne des données après numérisation des films avant le passage à la prise d'image numérique. La Russie utilise encore partiellement la technique des films. La résolution qui était d'une dizaine de mètres pour les premiers satellites descend à quelques centimètres pour les satellites les plus performants. Pour pouvoir percer la couverture nuageuse ou pouvoir prendre des images de nuit certains satellites de reconnaissance emportent non pas une caméra mais un radar. Une consommation importante d'énergie et une résolution faible ont longtemps freiné le déploiement de ce type de satellite.
| Série          | Pays                        | Date lancement | Nbre exemplaires | Masse            | Durée de vie             | Orbite                | Résolution      | Autres caractéristiques                                                             | Commentaire             |
| -------------- | --------------------------- | -------------- | ---------------- | ---------------- | ------------------------ | --------------------- | --------------- | ----------------------------------------------------------------------------------- | ----------------------- |
| Corona         | États-Unis                  | 1959-1972      | 136              | < 1 tonne        | de 8 à 15 jours          | Orbite basse          | de 7,5 à 1,6 m. | Film argentique / 1 à 2 capsules récupérées                                         | sous-séries KH-1 à KH-4 |
| Zenit          | Union soviétique / / Russie | 1961-1994      | 682              | 4,7 à 6,3 tonnes | de 8 à 15 jours          | Orbite basse          |                 | Film argentique / retour de la charge utile sur Terre charge utile réutilisable     | Nombreuses sous-séries  |
| KH-9 (HEXAGON) | États-Unis                  | 1971-1986      | 20               | 11,4 t à 13,3 t. | jusqu'à 9 mois           | Orbite basse          | 0,6 m.          | Film argentique / 4 capsules récupérées                                             |                         |
| Iantar         | Union soviétique / / Russie | 1981-          | 177              | 6 à 7 t.         | 2 à 9 mois selon version | Orbite basse          | 0,5 m.          | Film argentique / retour de la charge utile ou transmission numérique selon version | Nombreuses sous-séries  |
| Helios         | France                      | 1995-2009      | 4                | 4 tonnes         | 5-10 ans                 | Orbite héliosynchrone | ~0,5 m.         |                                                                                     |                         |
| Lacrosse       | États-Unis                  | 1988-2005      | 5                | ~15 t.           | 10 ans                   | Orbite basse          | ? m.            | radar à synthèse d'ouverture                                                        |                         |
| SAR-Lupe       | Allemagne                   | 2006-2008      | 5                | 720 kg           | 10 ans                   | Orbite héliosynchrone | ~1 m.           | radar à synthèse d'ouverture                                                        |                         |

### Satellite d'écoute électronique
Les satellites d'écoute électronique ont pour objectif de capter les signaux radio afin d'obtenir des renseignements sur les forces adverses. Certains de ces satellites sont spécialisés dans l'identification et la localisation des radars utilisés par les systèmes anti-aériens et anti-missiles. D'autres recueillent le trafic radio audio des unités militaires au sol qui permet après décryptage d'évaluer les intentions de l'adversaire.
| Série   | Pays                      | Date lancement | Nbre exemplaires | Masse             | Durée de vie  | Orbite                 | Autres caractéristiques                                             |
| ------- | ------------------------- | -------------- | ---------------- | ----------------- | ------------- | ---------------------- | ------------------------------------------------------------------- |
| Tselina | Union soviétique / Russie | 1967-2007      | 137              | de 228 à 3 250 kg | 6 mois à 1 an | Orbite basse           | Localisation des radars Plusieurs sous-séries                       |
| Mentor  | États-Unis                | 1995-2010      | 5                | 5 200 kg          | 6 mois à 1 an | Orbite géostationnaire | Collecte du trafic radio Antenne collectrice de 100 mètres diamètre |
| CERES   | France                    | 2021           | 3                | 500kg             | 6 mois à 1 an | Orbite Basse           | collecter du renseignement d'origine électromagnétique              |

### Satellite de surveillance océanique
Les satellites de surveillance océanique ont été déployés initialement par l'Union soviétique pour localiser les navires des États-Unis et de l'OTAN et  fournir des objectifs aux missiles transhorizons. Ils comportent des satellites actifs utilisant des radars pour repérer les navires à la surface (satellite RORSAT) et des satellites d'écoute électronique à l'affut des émissions des radars embarqués sur ces mêmes navires.
| Série         | Pays             | Date lancement | Nbre exemplaires | Masse               | Durée de vie | Orbite       | Autres caractéristiques                                        |
| ------------- | ---------------- | -------------- | ---------------- | ------------------- | ------------ | ------------ | -------------------------------------------------------------- |
| RORSAT / US-A | Union soviétique | 1970-1988      | 38               | 3,8 tonnes          | 2 à 4 mois   | Orbite basse | Énergie fournie par un réacteur nucléaire Charge utile : radar |
| NOSS          | États-Unis       | 1976-          | 48               | 200 kg - 3,3 tonnes |              | Orbite basse | Plusieurs versions très différentes Détection des radars       |

### Satellite d'alerte précoce

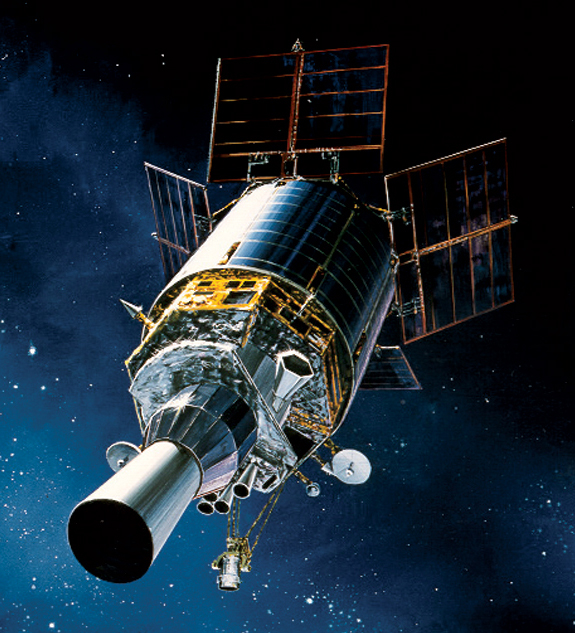
Satellite d'alerte précoce américain DSP.

Un satellite d'alerte précoce est un satellite artificiel  conçu pour détecter le lancement d'un missile balistique. Il utilise à cet effet des détecteurs infrarouges qui identifient le missile grâce à la chaleur dégagée par ses moteurs durant la phase propulsée. Ce type de satellite a été développé dans les années 1960 dans le contexte de la Guerre froide  pour déclencher suffisamment tôt des alertes dans les territoires visés par une attaque de missiles. Il est par la suite devenu un des composants des systèmes de missiles antibalistiques ainsi que des systèmes de contrôle de la réglementation sur les essais nucléaires. Seules les deux principales puissances nucléaires, la Russie et les États-Unis, disposent d'une flotte de satellites d'alerte précoce.
| Série | Pays             | Date lancement | Nbre exemplaires | Masse      | Durée de vie         | Orbite                 | Autres caractéristiques                                         |
| ----- | ---------------- | -------------- | ---------------- | ---------- | -------------------- | ---------------------- | --------------------------------------------------------------- |
| MIDAS | États-Unis       | 1960-1966      | 12               | 2 tonnes   | quelques semaines    | Orbite polaire         | Énergie fournie par des batteries Série en partie expérimentale |
| US-K  | Union soviétique | 1972-2010      | 56               | 2,4 tonnes | 3 à 4 ans            | Orbite de Molnia       |                                                                 |
| DSP   | États-Unis       | 1970-2007      | 23               | 2,4 tonnes | 1,25 à 5 ans (final) | Orbite géostationnaire | Plusieurs sous-séries                                           |

### Satellite de navigation

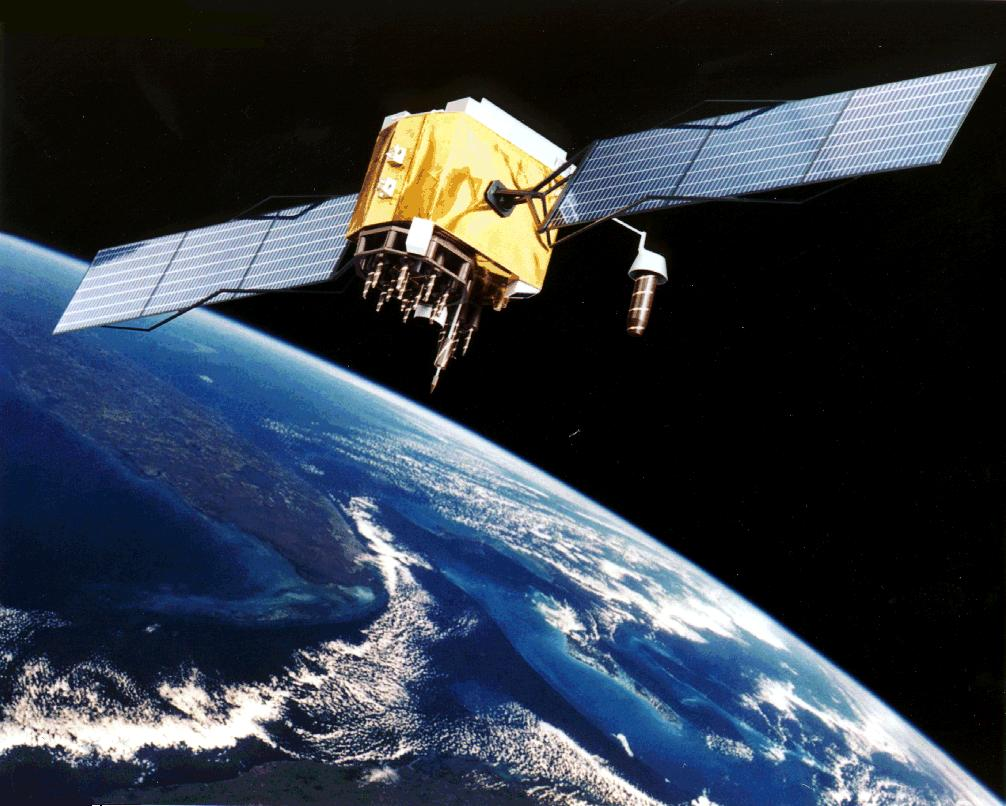
Satellite de navigation américain GPS.

Les satellites de navigation sont utilisés par un système de positionnement par satellites pour fournir à des récepteurs portables leur position sur la terre en longitude latitude et altitude, avec une précision variant de quelques dizaines de mètres à quelques dizaines de centimètres selon les systèmes. Un système de positionnement par satellites pour fonctionner doit disposer de plusieurs satellites opérationnels. La couverture peut être globale - GPS américain, GLONASS russe et Galileo européen - ou régionale Beidou, IRNSS indien et QZSS japonais.
Les systèmes de positionnement par satellites ont été développés originellement pour répondre à des besoins militaires. L'usage civil s'est développé dans un deuxième temps. Le signal fourni est moins précis pour les usages civils ou peut être dégradé pour cet usage en cas de conflit. Les systèmes de positionnement par satellite jouent un rôle déterminant dans les déplacements des unités militaires sur le terrain et dans le guidage des armes (missiles, obus).
| Série    | Pays                                                 | Date lancement | Nbre exemplaires | Masse             | Durée de vie      | Orbite         | Autres caractéristiques                                                                                  |
| -------- | ---------------------------------------------------- | -------------- | ---------------- | ----------------- | ----------------- | -------------- | --- |
| Ouragan  | Union soviétique Russie                              | 1982-          | 132              | de 900 à 1 500 kg | quelques semaines | Orbite moyenne | Système GLONASS                                                                                          |
| GPS      | États-Unis                                           | 1978-          | 68               | jusqu'à 1 800 kg  | 5 ans             | Orbite moyenne | Plusieurs sous séries                                                                                    |
| Galliléo | FranceParticipation financière de l'Union Européenne | 2005-2020      | 37               | 732,8 kg          | 12 ans            | Orbite moyenne | Constellation civile sous commandement du CNMO MS de l'Armée Française. fabriqué par Thales Alenia Space |

### Satellite de télécommunications militaires

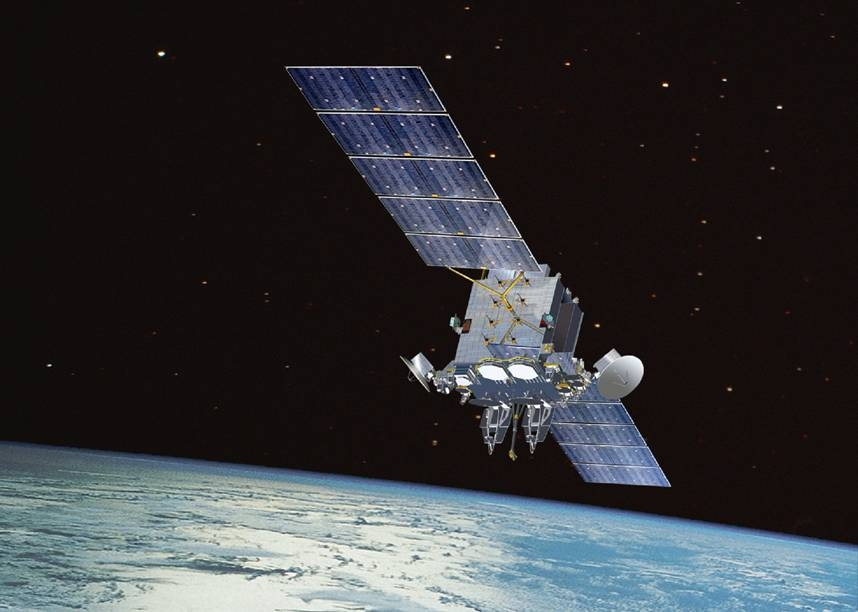
Satellite de télécommunications américain Advanced Extremely High Frequency (AEHF).

Les  satellites de télécommunications militaires sont utilisés pour permettre la liaison entre les unités déployés sur le terrain avec les autres structures : unités de soutien, commandement, etc.  Ils présentent la particularité de fournir des liaisons sécurisées. On trouve une combinaison de satellites en orbite géostationnaire et en orbite basse.
| Série                                   | Pays                    | Date lancement | Nbre exemplaires | Masse            | Durée de vie      | Orbite                 | Autres caractéristiques                                                             |
| --------------------------------------- | ----------------------- | -------------- | ---------------- | ---------------- | ----------------- | ---------------------- | ----------------------------------------------------------------------------------- |
| Strela                                  | Union soviétique Russie | 1965-          | 609              | de 61 à 900 kg   | quelques semaines | Orbite basse           | Plusieurs versions aux caractéristiques très différentes                            |
| Defense Satellite Communications System | États-Unis              | 1966-2003      | 48               | de 45 à 1 235 kg |                   | Orbite géostationnaire | Trois versions aux caractéristiques très différentes Satellites de l'Armée de l'Air |
| Molnia                                  | Union soviétique Russie | 1964-2005      | 178              | 1 650 à 1 950 kg | 1 à 3 ans         | Orbite de Molnia       | Usage mixte civil / militaire                                                       |
| Radouga                                 | Union soviétique Russie | 1975-          | 56               | 2,3 tonnes       | 2 à 10 ans        | Orbite géostationnaire | Plusieurs versions                                                                  |
| Fleet Satellite Communications System   | États-Unis              | 1978-1989      | 8                | 1,8–2,3 tonnes   | > 5 ans           | Orbite géostationnaire | Satellites de l'US Navy                                                             |
| Athena-Fidus                            | France                  | 06/02/2014     | 1                | 3 tonnes         | 15 ans            | Orbite géostationnaire | Satellite de protection civile Thales Alenia Space                                  |
| SYRACUSE                                | France                  | 2006-2020      | 10               | 3.725 tonnes     | 15 ans            | Orbite géostationnaire | Satellite militaire Thales Alenia Space                                             |

### Satellite antisatellite
Les satellites antisatellites ont pour objectif de détruire des satellites des forces adverses positionnés en orbite basse. Les cibles prioritaires sont les satellites de reconnaissance. Seule l'Union soviétique a développé des satellites de ce type : les IS. 
Les traités internationaux signés par les principales puissances interdisent les armes offensives en orbite et ce type de satellite n'existe plus officiellement, notamment le Traité sur l'espace ratifié en 1967.

### Autres
Les États-Unis déploient des satellites météorologiques à l'usage unique de leurs forces armées. L'Union soviétique a déployé de nombreux satellites de petite taille (ex. : Taifoun) destinés à régler les radars de la défense du pays.

## Puissances spatiales militaires
- États-Unis : L'USAF dispose officiellement de 77 satellites opérationnels le 4 mai 2018[1]. Depuis le 20 décembre 2019, l'armée américaine dispose d'une nouvelle branche dédiée notamment à la gestion des satellites militaires : la Space Force, opérant aux côtés d'un commandement militaire dédié, le Space Command. Outre le département de la défense, on peut également citer le National Reconnaissance Office, qui opère sa propre flotte de satellites-espions.
- Russie : Les Forces spatiales de la fédération de Russie sont chargés de la gestion des satellites militaires russes.
- Chine : La Force aérospatiale de l'Armée populaire de libération (en) — à ne pas confondre avec la Force aérienne chinoise, qui est la branche aérienne de l'APL — a été crée le 19 avril 2024 à la suite du démantèlement de la Force de soutien stratégique de l'APL et reprend ses missions spatiales[2],[3],[4].
- France : La France à depuis le 3 septembre 2019 un Commandement de l'espace regroupant l'ensemble des moyens spatiaux militaires français en un seul organisme, sous l'égide de la nouvelle Armée de l'air et de l'espace.
- Inde : En 2019, l'Inde inaugura la Defence Space Agency (en), qui regroupe l'ensemble des moyens militaires spatiaux du pays[5].
- Iran : L'Iran a lancé le 22 avril 2020 son premier satellite militaire, révélant par la même occasion l'existence de son Commandement spatial Shahroud (en)[6]. Depuis, tous les satellites militaires relèvent de la Force aérospatiale du Corps des Gardiens de la révolution islamique.
- Royaume-Uni : Le 1er avril 2021, le Royaume-Uni a lancé l'United Kingdom Space Command (en), un commandement interarmées pour centraliser la gestion de ses satellites militaires[7].